# Międzynarodowa Federacja Aikido
Międzynarodowa Federacja Aikido (ang. The International Aikido Federation – IAF) – federacja zrzeszająca narodowe organizacje aikido, bezpośrednio związane z Aikikai i Hombu Dojo w Japonii. Na koniec 2005 roku miała 43 członków.

## Struktura organizacyjna i władze
Na czele IAF stoi prezydent, którym zawsze jest obecny dōshu aikido. Rada Najwyższa (Superior Council) ma możliwość kontroli decyzji podejmowanych przez Kongres IAF, co ma zapewnić, by organizacja nie oddaliła się od „drogi” aikido wyznaczonej przez założyciela, Morihei Ueshibę. Decyzje dotyczące organizacji podejmowane są przez Kongres, składający się z delegatów z każdej organizacji członkowskiej. Kongres zbiera się raz na cztery lata pod przewodnictwem przewodniczącego i podejmuje decyzje na drodze demokratycznej dyskusji i głosowania. Każda organizacja członkowska dysponuje jednym głosem.
Jednym z istotnych zadań Kongresu jest wybór osób, które zarządzają codziennymi działaniami Federacji. Władzą wykonawczą IAF jest zarząd, składający się z między innymi z przewodniczącego, sekretarza generalnego, skarbnika i nieposiadającego głosu doradcy technicznego, wyznaczanego przez Hombu Dojo.
Zarząd odpowiada przed Radą Sterującą (Directing Commitee), która spotyka się raz na dwa lata. Rada z kolei odpowiada przed Kongresem.
Obecne władze Międzynarodowej Federacji Aikido (2005):
- prezydent – Moriteru Ueshiba (Aikido Dōshu)
- Zarząd:
  - przewodniczący – Dr Peter Goldsbury
  - wiceprzewodniczący – Tony Smibert
  - sekretarz generalny – Hiroshi Somemiya
  - skarbnik – Mitsuyoshi Ishihara
  - asystent sekretarza generalnego – August Dragt
  - członek zarządu – Motohiro Fukakusa
  - członek zarządu – Stefan Stenudd
  - członek zarządu – Makoto Nishida
  - członek zarządu – Muhammad Haneef
- Rada Techniczna (członkowie mianowani przez prezydenta):
  - M. Suganuma
  - Ken Cottier
- Rada Najwyższa (członkowie mianowani przez prezydenta):
  - shihan Hiroshi Tada (przewodniczący)
  - shihan Nobuyoshi Tamura
  - shihan Yoshimitsu Yamada
  - shihan Hiroshi Isoyama
  - shihan Katsuaki Asai
  - Guy Bonnefond

## Członkostwo
Członkiem Międzynarodowej Federacji Aikido może zostać organizacja narodowa uznana przez Aikikai. Te dwie kwestie nie są jednakże tożsame. W tej chwili (2005) na świecie działa 53 organizacji uznanych przez Aikikai, ale nie każda z nich może zostać członkiem IAF. Obowiązuje reguła, że każdy kraj może być reprezentowany tylko przez jedną organizację.
Polska jest reprezentowana przez Polską Federację Aikido.

## Znaczenie międzynarodowe
Pierwszy Kongres Międzynarodowej Federacji Aikido odbył się w 1976 w Tokio. W 1984 organizacja została pełnym członkiem General Association of International Sports Federations (GAISF) i International World Games Association (IWGA).
Uzyskanie członkostwa w GAISF i IWGA było istotnym krokiem IAF, oznaczającym uznanie aikido przez międzynarodową społeczność. Jako członek IWGA, Międzynarodowa Federacja Aikido bierze udział w World Games (od 1997). Ponieważ w aikido nie odbywają się zawody (poza niektórymi stylami), udział w World Games pozwala na szerszą popularyzację tej sztuki walki.

## Trening Aikido
Równolegle z obradami Kongresu, tradycyjnie odbywającymi się w Japonii, odbywa się zwykle staż, będący jego integralną częścią. Umożliwia on delegatom oraz pozostałym aikidokom (także spoza organizacji członkowskich) na naukę pod kierunkiem wybitnych nauczycieli Hombu Dojo. Podobny, ogólnodostępny staż jest organizowany przy okazji World Games.